# Fideris
Fideris (en romanche Fadrein) es una comuna suiza del cantón de los Grisones, ubicada en la región de Prettigovia/Davos. Limita al norte con la comuna de Luzein, al este con Küblis y Conters im Prättigau, al sur con Peist y Langwies, y al oeste con Jenaz.